# (11485) Zinzendorf
(11485) Zinzendorf (1988 RW3) – planetoida z grupy pasa głównego asteroid okrążająca Słońce w ciągu 5,65 lat w średniej odległości 3,17 j.a. Odkryta 8 września 1988 roku.